# Corselitze Skov
Corselitze Skov er en skov på Falster. Den ligger på den nordøstlige del af øen, og indeholder plantager med hvid fyr, selvom bøg er det mest almindelige træsort.
Valdemarsegen, der står i Corselitze Skov, er Danmarks største træ målt i volumen på over 100 m³.

## Historie
Skoven hører under herregården Corselitze, der også omfatter sommerhus, et parkområde og  landbrugsland. Skovområdet blev etableret og drevet af generalmajor Johan Frederik Classen, der var en succesfuld forretningsmand, der blev rig af sine virksomheder i Frederiksværk i Nordsjælland. Han anskaffede sig Corselitze fra kronen i 1768. Da han døde i 1792 efterlod han alle sine ejendele til fonden Det Classenske Fideicommis som fortsat varetager driften af skoven.

## Beskrivelse
Skoven dækker et område på 1.743 ha og består hovedsageligt af løvfældende træer inklusive bøg og eg selvom der også er nåletræer. Alle de løvfældende træer (bøg, eg, røn og ahorn) vokser her også, og får lov at gro meget længe. Nogle bøgetræer er op mod 110 år gamle. Rødgran dækker omtrent 20 % af skoven, nogle gange douglasgran og kæmpegran. I de seneste år har fældning af træer givet omkring 8.000-10.000 m3 om året.

## Adgang
Som et resultat af skovens placering langs kysten og dens mange stier kommer der mange besøgende i området. Den er åben året rundt for gående og cyklister. Ridning er tilladt på særlige stier, for folk der har købt tilladelse fra Riderute Lolland-Falster.